# Larry Myricks
Lawrence Ellwyne Myricks, detto Larry (Clinton, 10 marzo 1956), è un ex lunghista statunitense, campione mondiale indoor a Indianapolis 1987 e Budapest 1989.

## Biografia
Tre volte bronzo tra Giochi olimpici e Mondiali, dovette accontentarsi di conquistare due titoli mondiali indoor.
Con 8,74 m detiene la 5ª miglior prestazione di ogni epoca.

## Palmarès
| Anno | Manifestazione      | Sede         | Evento         | Risultato | Prestazione | Note                  |
| ---- | ------------------- | ------------ | -------------- | --------- | ----------- | --------------------- |
| 1976 | Giochi olimpici     | Montréal     | Salto in lungo | Finale    | dns         |                       |
| 1984 | Giochi olimpici     | Los Angeles  | Salto in lungo | 4º        | 8,16 m      |                       |
| 1987 | Mondiali indoor     | Indianapolis | Salto in lungo | Oro       | 8,23 m      | Record dei campionati |
| 1987 | Giochi panamericani | Indianapolis | Salto in lungo | Argento   | 8,58 m      | w                     |
| 1987 | Mondiali            | Roma         | Salto in lungo | Bronzo    | 8,33 m      |                       |
| 1988 | Giochi olimpici     | Seul         | Salto in lungo | Bronzo    | 8,27 m      |                       |
| 1989 | Mondiali indoor     | Budapest     | Salto in lungo | Oro       | 8,37 m      | Record dei campionati |
| 1991 | Mondiali            | Tokyo        | Salto in lungo | Bronzo    | 8,42 m      |                       |

## Altre competizioni internazionali
1979
- Oro in Coppa del mondo ( Montréal), salto in lungo - 8,52 m

1989
- Oro in Coppa del mondo ( Barcellona), salto in lungo - 8,29 m